# Jitka Vysekalová
Jitka Vysekalová (19. října 1941 Brno – 23. července 2024 Praha) byla vysokoškolská pedagožka a expertka v oblasti psychologického výzkumu trhu. Byla prezidentkou České marketingové společnosti a předsedkyní Asociace psychologů trhu.

## Vzdělání a profesní život
Odborné vzdělání získala na Filozofické fakultě Univerzity J. E. Purkyně v Brně, doktorát na Fakultě sociálních studií Masarykovy univerzity v Brně a docenturu na Vysoké škole báňské v Ostravě.
V letech 1994–2002 řídila vlastní společnost Marktest, působila jako nezávislá konzultantka.
V letech 1974–1985 pracovala v zahraničním oddělení Ústředního ředitelství Československého filmu Praha a byla autorkou propagačních materiálů československé kinematografie.

### Odborné publikace
- Výzkum účinnosti propagace (1978): SNTL
- Analýza image (1994): MOSPRA
- Základy psychologie trhu (1993): H+H
- Základy marketingu (1997): Fortuna
- Slovník základních pojmů v marketingu a managementu (1998): Fortuna
- Psychologie trhu (1998): Grada Publishing
- Psychologie reklamy (2002): Grada Publishing
- Psychologie spotřebitele (2004): Grada Publishing
- Veletrhy a výstavy (2004): Grada Publishing
- Marketing (2006): Fortuna
- Reklama. Jak dělat reklamu (2007): Grada Publishing
- Chování zákazníka : jak odkrýt tajemství "černé skříňky" (2011): Grada Publishing
- Emoce v marketingu : jak oslovit srdce zákazníka (2014): Grada Publishing
- Jak být přesvědčivý a neztratit se v davu (2015): Grada Publishing
- Image a firemní identita (2020): Grada Publishing